# Bill Haley

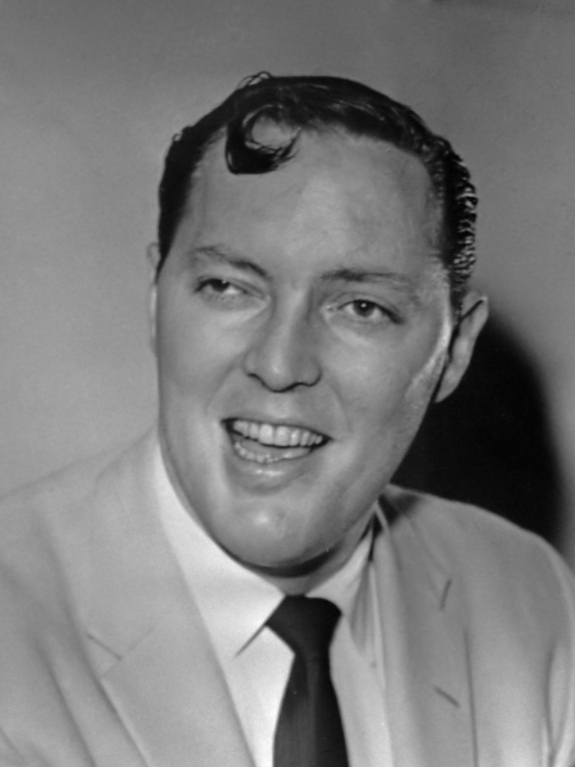
Bill Haley, 1974

William John Clifton „Bill“ Haley, Jr. (* 6. Juli 1925 in Highland Park, Michigan; † 9. Februar 1981 in Harlingen, Texas) war ein US-amerikanischer Sänger und Musiker. Er gilt mit dem von ihm kreierten Northern Band Style als Pionier des Rock-’n’-Roll. Sein bekanntester Song ist Rock Around the Clock.

## Leben

### Kindheit und Jugend
Bill Haley wuchs in einer sehr musikalischen Familie auf; der Vater spielte Banjo, die Mutter Klavier. Sein Vater, der aus Kentucky kam, zeigte Haley frühzeitig die zahlreichen Facetten der Countrymusik wie Hillbilly, Blue Yodeling, Western Music und Western Swing. Bill träumte früh davon, als singender Cowboy durch die Lande zu ziehen. Im Alter von vier Jahren verlor er bei einer Operation sein linkes Augenlicht, was ihn bei späteren Bühnenauftritten einschränkte.

### Frühe Karriere als Countrymusiker

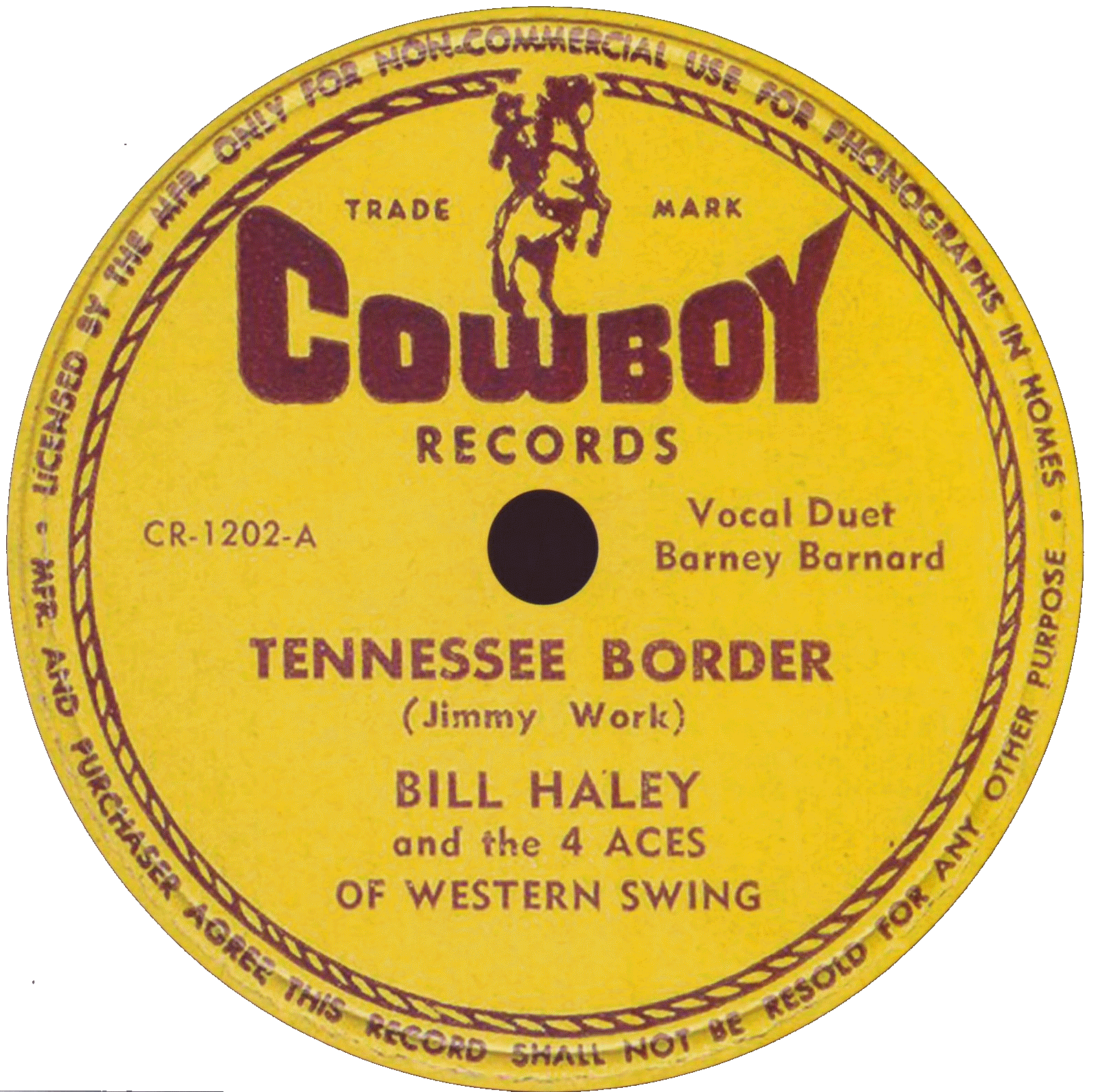
Tennessee Border, 1949

Der junge Haley verfolgte trotzdem zäh und ehrgeizig seine musikalischen Ziele; mit 15 Jahren verließ er seine Eltern und zog ab 1944 als Gitarrist mit Cousin Lee and His Band umher und trat auch als Einzelkünstler in Jack Howards Cowboy Show auf. Mit der Formation The Down Homers war Haley 1946 zum ersten Mal auf einer Schallplatte (Vogue Picture Discs) zu hören.
Ein Jahr später ließ er sich in Chester, Pennsylvania, nieder, und es folgten Auftritte mit Brother Wayne in der Country-Western Radio Show auf WSNJ in Bridgeton, New Jersey, und mit der Band The Range Drifters. Als „Yodeling Bill Haley“ wurde er in Indiana zu einem der besten Jodler Amerikas gewählt. 1947 gründete er gemeinsam mit James Allsman die Formation The Four Aces of Western Swing. Tagsüber arbeitete Haley als Diskjockey und Radiosprecher beim Rundfunksender WPWA in Chester, abends war er mit seiner Band in Parks und Saloons in Philadelphia unterwegs. Haley fungierte auch gleichzeitig als WPWAs Musical Director und leitete die Hausband des Senders.
1948 spielte Haley zusammen mit seiner Band einige Platten für Cowboy Records ein. Seine Gruppe bestand aus Gitarre, Pedal Steel Guitar, Fiddle, Mandoline, Akkordeon und Kontrabass – allesamt akustisch. Man spielte Western Swing, der bereits stark von Pop-Elementen durchdrungen war und sich weit von der Mountain Music des Südens entfernte. Trotzdem war das Erscheinungsbild von Haley und den Four Aces of Western Swing vom Cowboyimage der 1930er-Jahre geprägt; es wurden Stetsons, ausgefallene Cowboykostüme und Cowboystiefel getragen.
Haleys erste Demoaufnahmen bestanden, trotz Jazz- und Pop-Einflüssen, aus Coverversionen von Songs von Hank Williams, George Morgan und Red Foley. Im Dezember 1949 benannte Haley seine Band in The Saddlemen um. Nach seiner Countryshow auf WPWA folgte eine Rhythm-and-Blues-Show, die Haley inspirierte. Er war vor allem von Ruth Brown sowie Big Joe Turner angetan, und Haley begann, mit Rhythm and Blues zu arbeiten. Die Grundlagen für seinen späteren Sound waren gelegt.

### Rock ’n’ Roll

#### Anfänge

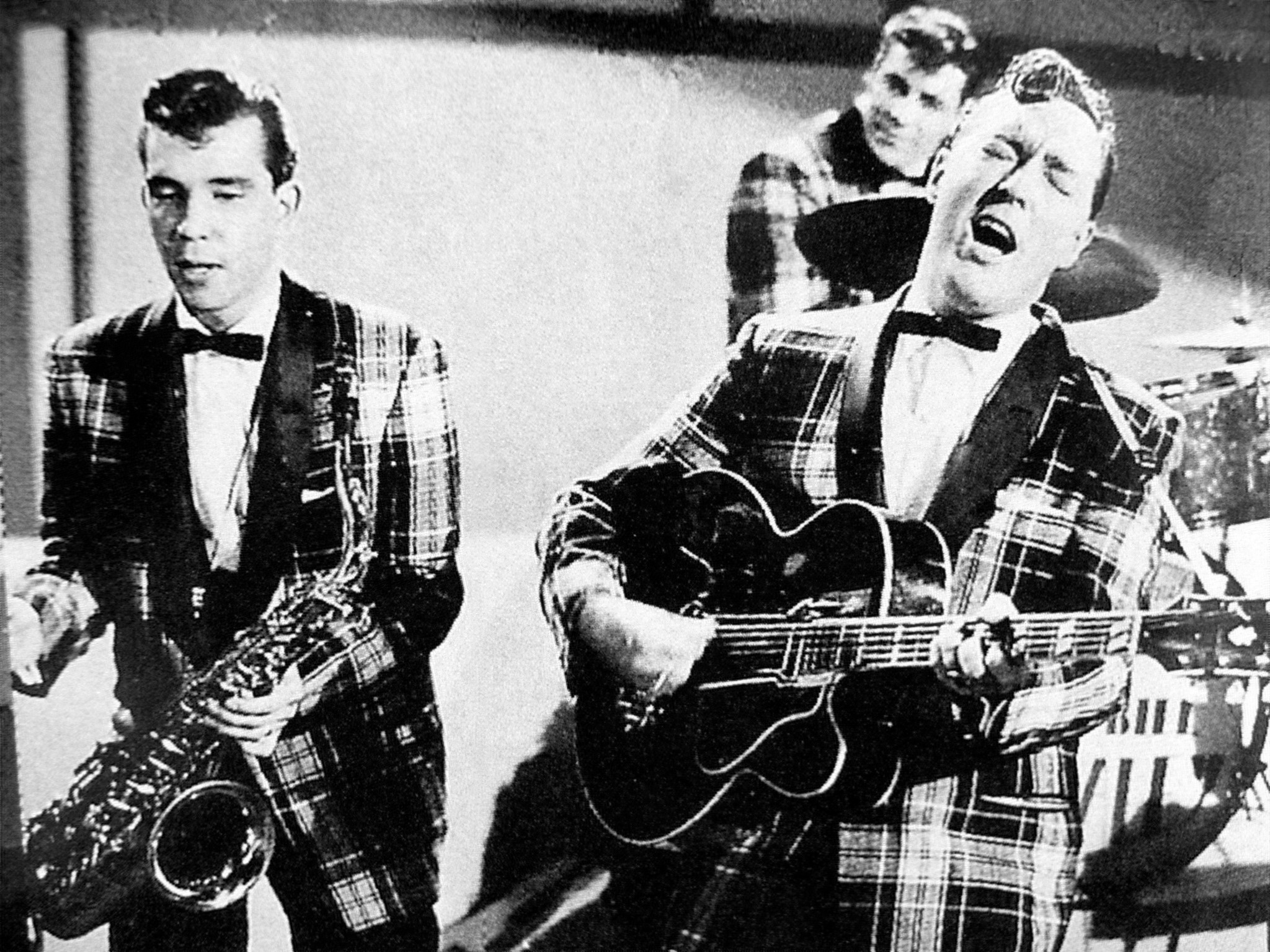
Bill Haley & his Comets, 1954

Mit Johnny Grande und Billy Williamson sowie Al Rex experimentierten sie als Bill Haley & His Saddlemen an einem neuen Musikstil, einer Mischung aus Dixieland, R&B und Countrymusik. Er wurde zunächst belächelt, aber für seine Coverversion von Jackie Brenstons Lied Rocket 88, die er im Frühjahr 1951 auf Dave Millers Label Holiday Records veröffentlichte, erhielt er positive Resonanz.
Auch auf Auftritten spielte Haley jetzt am R&B orientiertes Material. Während Veranstalter oftmals verärgert waren, konnten Haley und die Saddlemen das Publikum meist überzeugen. Die B-Seite zu Rocket 88 war die konventionelle Country-Nummer Tearstains on My Heart. Das Verfahren, ein R&B-Stück mit einem Countrysong zu koppeln, wurde später auch von Sam Phillips bei seinem Label Sun Records angewandt. Während Phillips und Dave Miller, Haleys damaliger Förderer, wohl hofften, im afroamerikanischen sowie im Countrymarkt Erfolg zu haben, zeigte es ebenso das Problem, mit dem man zu kämpfen hatte: niemand wusste in dieser Zeit, wie man diese neue Musik-Mixtur, die sich erst vier Jahre später als „Rock ’n’ Roll“ weltweit etablieren sollte, erfolgreich vermarkten konnte.
Im November 1951 spielte Haley zusammen mit der Sängerin Loretta Glendenning als Bill and Loretta zusammen mit den Saddlemen weitere R&B-Stücke ein, darunter Pretty Baby von den Griffin Brothers und I'm Crying von Memphis Slim. Immer noch als Bill Haley und die Saddlemen auftretend, verfeinerte Haley im Frühjahr 1952 seinen Sound; er entfernte sich immer mehr vom Country. Bei Essex Records, dem Nachfolgerlabel von Holiday, erschien Haleys Cover von Rock the Joint, einem Hit von Jimmy Preston aus dem Jahre 1949 mit dem Songtext von Harry Crafton. Rock the Joint hatte bereits Haleys unverwechselbare aufdringliche Vokalisation mit dem bekannten Intro „We're gonna tear down the mailbox, rip up the floor, smash out the windows, and knock down the door! We're gonna rock this joint tonight!“. Dazu kam – bis auf das Saxophon – der typische Sound seines späteren Northern-Band-Style mit dem ersten Rockgitarren-Solo von Danny Cedrone, das Haley zwei Jahre später von Cedrone für den Welthit Rock Around the Clock erneut einspielen ließ. Für einige Musikexperten ist Rock the Joint ein klassisches Beispiel für Rockabilly – mitunter sogar der erste Rockabillysong auf Schallplatte. Musikhistoriker Craig Morrison beschrieb Haleys Version in dem Buch Go Cat Go! jedoch wie folgt: „[…] But to my ears ‚Rock the Joint‘ is an energetic rendition of an R&B songs by a small western swing band. Certainly 'Rock the Joint' does point toward rockabilly.“ Die Single verkaufte sich mit 75.000 Exemplaren gut und ermutigte Haley, weiterhin schnellere R&B-Cover aufzunehmen.
Im Herbst 1952 schrieb Haley für Cedrone und seine Esquire Boys den Rock A-Beatin’ Boogie mit der berühmten Textzeile „Rock, rock, rock everybody, roll, roll, roll everybody!“, die kurze Zeit später von Alan Freed als Signet seiner Moon Dog Show übernommen wurde. Doch weder Cedrone noch die afroamerikanische Gruppe The Treniers, die den Song auch aufnahmen, konnten daraus einen Hit machen. Dies gelang Haley selbst drei Jahre später, im September 1955, mit einer Coverversion seines eigenen Songs. Im Dezember 1952 verabschiedeten sich Haley und seine Band vom Cowboyimage, und Haley änderte den Namen seiner Gruppe zu Bill Haley & His Comets. Er verfeinerte beim Essex-Label seinen Bandstil mit den Rocknummern Real Rock Drive und, erstmals mit Saxophonbesetzung, Live It Up, und konnte sich dann im Sommer 1953 mit seinem Song Crazy Man, Crazy in den Nation’s Top Twenty-Charts platzieren. Mit mehr als 750.000 verkauften Tonträgern war Crazy Man, Crazy der erste nationale Rock-’n’-Roll-Hit in den USA.
An diesem Titel, aufgenommen in den Coastal Studios in New York, waren neben Bill Haley und den Comets noch Art Ryerson als Leadgitarrist und Billy Gussak als Schlagzeuger beteiligt. Da diese Art von Musik den bisherigen traditionellen Stilarten nicht zugeordnet werden konnte, der Begriff „Rock ’n’ Roll“ im kommerziellen Musikgeschäft aber noch nicht verwendet wurde, sprach man 1953 in den USA noch vom „Haley-Sound“ oder „Bill Haley’s Music“. Im selben Jahr wurden die Comets vom Cash Box Magazine als „One of the Best Small Instrumental Groups of 1953“ gelistet.

#### Durchbruch

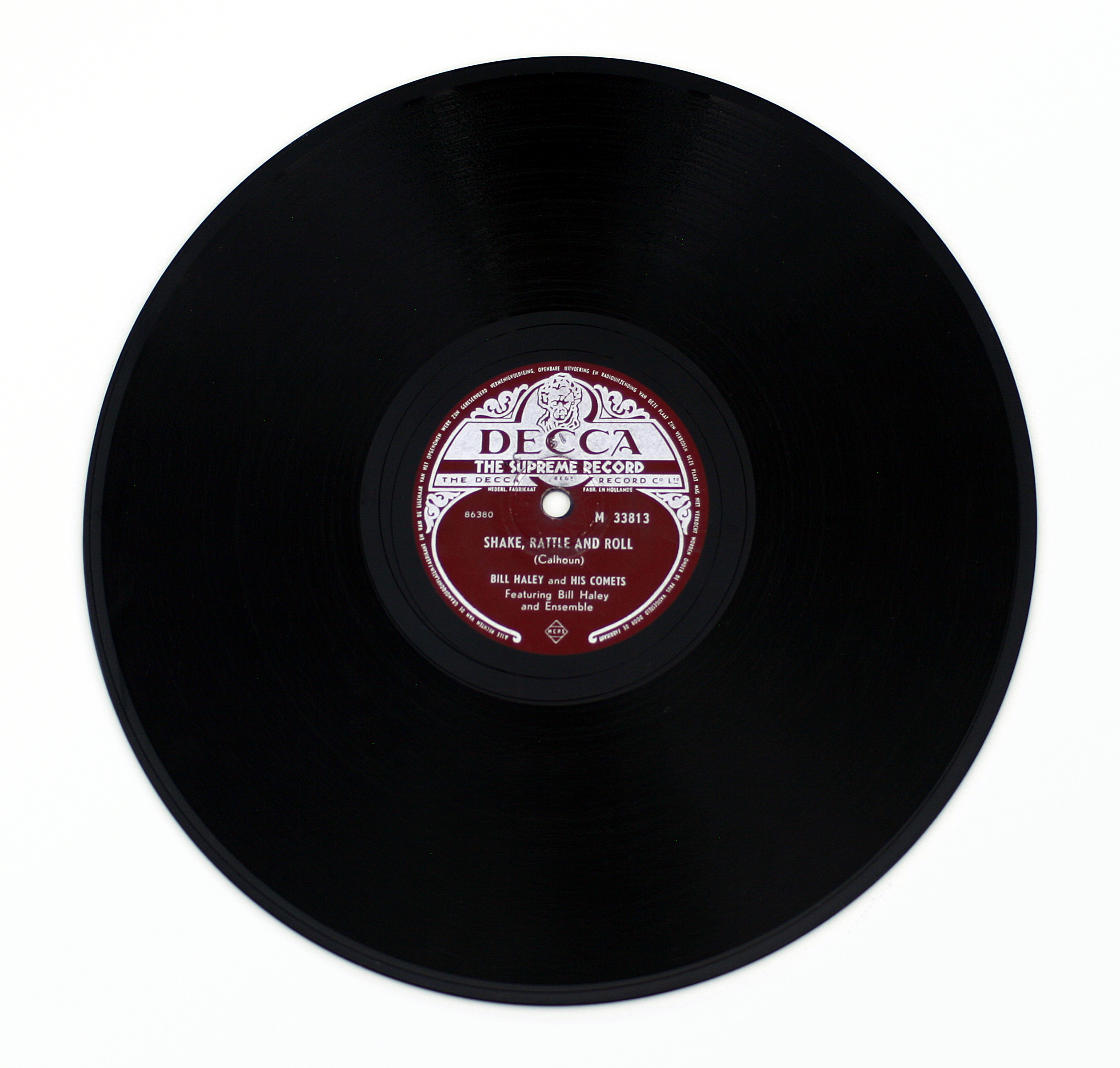
Shake, Rattle and Roll, 1954

Die bis 1953 gute und harmonische Verbindung zwischen dem Duo Jimmy Myers & Bill Haley und Dave Miller, Boss des Essex-Labels, hatte sich nach einem Disput um die Einspielung eines neuen Liedes von Max C. Freedman, seinerzeit getitelt mit We’re Gonna’ Rock Around the Clock Tonight, merklich abgekühlt. Dies bewog schließlich Jimmy Myers, für seinen Schützling nach Haleys Vertragsauslauf bei Essex Anfang 1954 ein Arrangement bei einer anderen Schallplattenfirma zu suchen. Dave Miller konnte wegen einer Produktionsreise in Europa zum fraglichen Zeitpunkt die ihm zustehende Option auf eine Vertragsverlängerung nicht einlösen, und so waren die Chancen für Myers, Haley nach seinem ersten großen Bestseller Crazy Man Crazy bei einem der führenden US-Labels unterzubringen, nicht schlecht.
Während Steve Sholes von RCA Victor und Mitch Miller von Columbia Records bei Anfragen Myers’ zunächst abwartend reagierten, war Milt Gabler von Decca Records über Haleys Musikerfolge bereits gut informiert. Er wusste um das Potenzial, das in dieser neuen Musik steckte, und zögerte bei Myers’ Anruf aus Philadelphia nicht. Seine Reaktion war: „Of course, I remember Crazy Man Crazy, well, he’s available, come up and I’ll talk to you about it“. Im April 1954 kamen dann Myers, Gabler und Haley in New York überein, einen Plattenvertrag für vier Platten pro Jahr abzuschließen mit einer Standardprovision von 5 Prozent der Plattenumsätze und 5.000 US-Dollar als Vorauszahlung. Darüber hinaus übernahm Decca die Promotion mit 2000 DJ-Copies für die führenden Radiostationen der USA sowie die Pressearbeit in Billboard und Cash Box.
Nach seinem Wechsel von Essex Records zu Decca gelangen Haley mit seinem neuen Produzenten Milt Gabler im Pythian Temple in New York drei Millionenseller in kurzer Folge, nämlich zunächst das von Jesse Stone unter dem Pseudonym Charles Calhoun verfasste Shake, Rattle and Roll, das im Juni 1954 erschien und Haleys erste Goldene Schallplatte wurde. Es folgten das bereits im April 1954 aufgenommene Rock Around the Clock und im Dezember 1955 der Bobby-Charles-Titel See You Later, Alligator.
Der Song Rock Around the Clock verdankte seinen Welterfolg dem MGM-Film Die Saat der Gewalt. Zunächst als B-Seite von Thirteen Women im Billboard-Magazin im Mai 1954 als Foxtrott vorgestellt, verschwand der Song nach einer Woche in den Top 30 wieder aus den Hitlisten. Der Regisseur Richard Brooks hörte das Stück im Hause seines Hauptdarstellers Glenn Ford, dessen Sohn Peter ein Bill-Haley-Fan war, und entschied, dass das Lied im Vorspann und noch einmal als Hintergrundmusik am Ende des Films Die Saat der Gewalt eingespielt werden sollte. Nach dem Erfolg des Titels zog Decca nach und veröffentlichte den Titel im Sommer 1955 erneut als A-Seite. Rock Around the Clock war, nicht zuletzt durch seine Wiederverwendung im gleichnamigen Columbia-Film Rock Around the Clock, 1955 und 1956 der erfolgreichste Nummer-eins-Hit in den USA, Australien, Großbritannien, Deutschland (als einziger nicht deutschsprachiger Titel des Jahres) und vielen anderen europäischen Ländern.
In Deutschland und England war es die erste ausländische Schallplatte, die über eine Million Mal verkauft und mit einer Goldenen Schallplatte ausgezeichnet wurde. Über die Jahre hinweg schaffte es der Titel weltweit mehrmals, wieder in die Hitparaden zu kommen. Das Lied ist nach Elton Johns Candle in the Wind und Bing Crosbys White Christmas eine der meistverkauften Singles aller Zeiten. Man sprach bereits Ende der 1960er Jahre von annähernd 20 Millionen verkauften Tonträgern des DECCA-Originalsongs. Nach Aussagen von Marshall Lytle, der bei den Comets bis September 1955 den Bass spielte, wurde das Stück bis zum 50-jährigen Jubiläum im Jahre 2004 auf verschiedenen Tonträgern weltweit insgesamt über 200 Millionen Mal verkauft und hat damit gute Chancen, das am weitesten verbreitete Musikstück der Geschichte zu sein.
Weitere Erfolgshits in den Jahren 1954, 1955 und 1956 waren Dim, Dim the Lights, mit dem sich Haley als erster weißer Rockmusiker in den schwarzen R&B-Charts platzieren konnte, Happy Baby, Razzle Dazzle, The Saint’s Rock ’n’ Roll, Burn That Candle, R-O-C-K, Rip It Up, Mambo Rock und Rudy’s Rock. Von Anfang 1955 bis September 1956 dominierte Haley die neue Musikszene, bevor er von Elvis Presley nach dessen Auftritt in der Ed-Sullivan-TV-Show im September 1956 verdrängt wurde.

#### Erfolge im Ausland

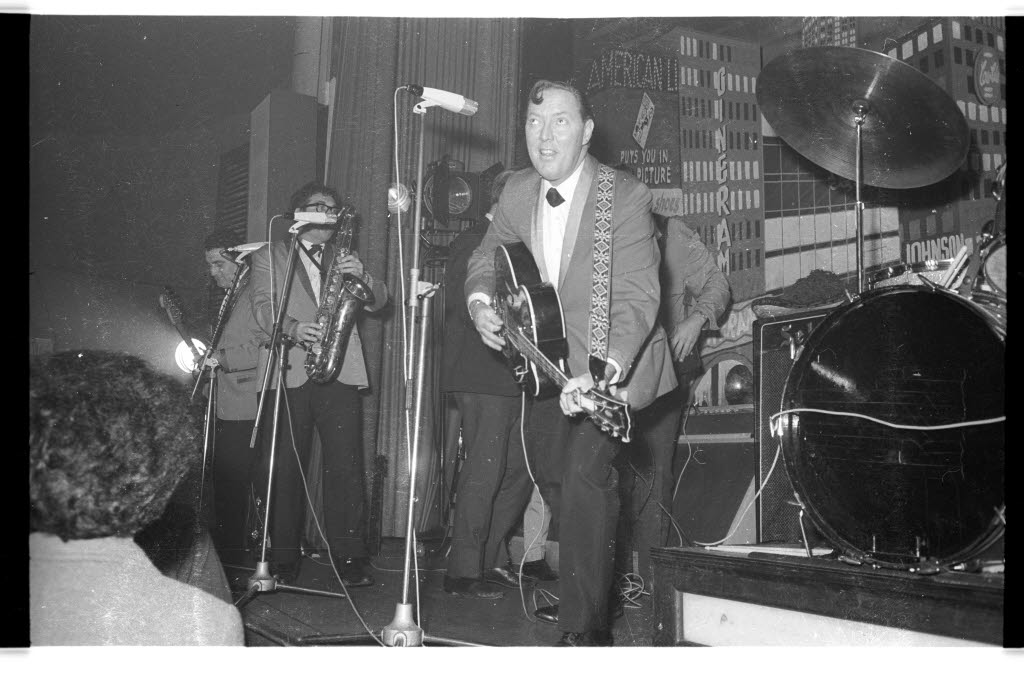
Bill Haley & his Comets, 1966

Bill Haley wurde weltweit durch seine Filme Außer Rand und Band und Außer Rand und Band II noch populärer, in denen er sich wegen seiner Sehbehinderung meist nur mit Tanzaktionen und Publikum aus bestimmten Blickwinkeln aufnehmen ließ. Der außerordentliche Erfolg von Außer Rand und Band Mitte 1956, der in deutschen Kinos häufig in die Programmverlängerung ging, war, anders als bei den bald folgenden Presley-Filmen, nicht so sehr in der Person Bill Haleys, sondern vielmehr in dem seinerzeit – vor allem von Jugendlichen – als explosiv empfundenen neuen Sound seiner Musik begründet.
Darüber hinaus bewegte das Publikum in diesem Film die Premiere der amerikanischen Gesangsgruppe The Platters mit ihren Welterfolgen Only You und The Great Pretender. Es war der einzige Film in der deutschen Nachkriegsgeschichte, der vor, während und nach vielen Vorstellungen nicht selten von Jugendkrawallen begleitet wurde, die sogar in einigen Städten zum Abbruch bzw. Verbot der Vorstellung führten. Gleichwohl bescherten diese ersten Rock-’n’-Roll-Filme Bill Haleys Plattenlabel Decca den bis dahin nicht für möglich gehaltenen Umsatz von weit über zehn Millionen Haley-Tonträgern innerhalb weniger Monate.
Bill Haley startete am Neujahrstag 1957 als erster amerikanischer Rock-’n’-Roll-Star zu einer Tournee auf einen anderen Kontinent, und zwar nach Australien. Während dieser Tournee spielte er als erster Rock-’n’-Roll-Star drei Tage hintereinander im Stadion von Melbourne vor 40.000 begeisterten Fans, sozusagen der Start der großen Rock-Open-Air-Konzerte. Bereits einen Monat später, im Februar 1957 bei seiner ersten England-Tournee, waren der Haley-Sound und die damit verbundene Hysterie britischer Jugendlicher ein Politikum. Bill Haley & His Comets avancierten bei dieser Tournee zu den ersten Megastars einer Musikrichtung, die ausschließlich auf die Konsumentengruppe der Jugendlichen ausgerichtet war und seitdem zur wichtigsten Facette der Musikindustrie wurde.
Dennoch wurde Haley trotz seiner außergewöhnlichen Erfolge und der ersten Goldenen Schallplatten eines ausländischen Künstlers in England und Deutschland die Anerkennung vom Musikestablishment verwehrt. Das ihm seinerzeit von bestimmten Medien zugewiesene „Blackboard-Jungle-Image“, das heißt, als „Krawallmacher“ „Radaumusik“ nur für „Underdogs“ und Halbstarke zu produzieren, war bewusst gestreut worden. Bill Haley konnte dieses Etikett selbst in seinen besten Jahren nicht mehr abstreifen und wurde sogar in den USA ab Anfang 1956 eine Zeitlang vom FBI beschattet.

#### Europatournee
Im Herbst 1958, bei seiner ersten Tournee auf dem europäischen Kontinent, kam es zum Eklat. Spaniens Staatschef Franco belegte Haley mit einem offiziellen Auftrittsverbot. In Deutschland wurde, nicht zuletzt wegen der Programmgestaltung der Tourneeleitung, die Stimmung derart aufgeheizt (das auf Rock ’n’ Roll ausgerichtete Publikum musste bis zur Konzertpause zunächst zweimal klassischen Big-Band-Jazz von Kurt Edelhagen und Schlager von Bill Ramsey hören), dass es dann bei Haleys Auftritten in Essen und Hamburg zu schweren Tumulten kam.
Höhepunkt waren die Ausschreitungen im Berliner Sportpalast, wo Bill Haley & His Comets wegen einer einsetzenden Saalschlacht ihr Konzert abbrechen und sogar von der Bühne fliehen mussten. Die Bilanz der Ausschreitungen: zerstörte Zuschauerränge, ein zerhackter Konzertflügel, Sachschaden in Höhe von etwa 50.000 DM, 50 Verletzte und 18 Personen in Polizeigewahrsam. Ebenfalls flüchten mussten Peter Kraus und Cornelia Froboess, die in der ersten Reihe saßen, um sich die Show anzusehen. Das hinderte den Filmproduzenten Artur Brauner in Berlin jedoch nicht daran, Bill Haley einen Filmvertrag anzubieten und ihn kurzfristig in seinen Film Hier bin ich – hier bleib ich einzubauen, wo Haley seine Stücke Hot Dog Buddy Buddy und Whoa Mabel vorstellen durfte und gemeinsam im Duett mit Caterina Valente das Lied Viva la Rock and Roll einbrachte. Der Stuttgarter Oberbürgermeister Arnulf Klett erklärte Haleys Auftritt als Gewinn für die Stadt: 5795 DM Vergnügungssteuer gegen 564 DM Reparaturen und 1300 DM für 370 polizeiliche Saalschützer.
Insgesamt hatte Bill Haley in den US-Hitlisten 29 Platzierungen, davon 21 in den Top-40. In England waren es 19 Top-100-Platzierungen, davon 15 in den Top-20. Von 1953 bis 1957 waren Bill Haley & the Comets die erfolgreichste Rock-’n’-Roll-Band der Welt.

### Nach dem Rock'n'Roll
1958 verabschiedete sich Bill Haley mit seinem letzten großen Hit Skinny Minnie aus den US-Pop/R&B-Charts. Die erfolgreiche Zusammenarbeit Bill Haleys mit DECCA und seinem Produzenten Milt Gabler endete im September 1959 mit seinen letzten sechs Aufnahmen in New York, unter anderem mit Skokiaan, Two Shadows und In a Little Spanish Town. 1958 gründete Haley in Philadelphia ein lokales Label, das er Clymax Records nannte und auf dem er Platten örtlicher Talente veröffentlichte. So wurde beispielsweise Sally Starr von ihm entdeckt.
Ein Jahr später wechselte Haley zu Warner Bros., seine Aufnahmen unter diesem Label brachten ihn aber nicht mehr in die Erfolgsspur zurück. Er nutzte die anhaltende Popularität seiner Songs für lukrative Tourneen auf fast allen Kontinenten. Nachdem ihm aber sein Manager James Ferguson Ende 1959 ein finanzielles Desaster hinterlassen hatte, ging Haley 1960 nach Mexiko, arbeitete dort erfolgreich für das Label Orfeon und agierte dort als Bill Haley y sus Cometas mit Florida Twist und Spanish Twist so erfolgreich, dass man ihn in Mexiko bald den „Spanish King of Twist“ nannte.

### Haleys Comeback

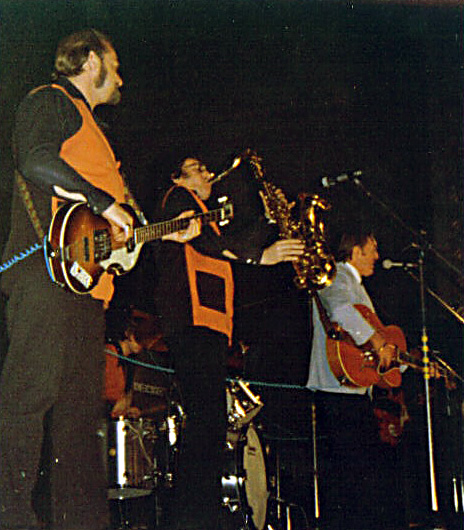
Bill Haley rechts im blauen Sakko, in der Mitte Rudy Pompilli, 1974

1962 folgte wieder eine erfolgreiche Europa- und Deutschlandtournee, unter anderem mit einem zehntägigen Gastspiel im Star-Club in Hamburg. Für seine Berliner Fans gab Haley 1964 ein „Wiedergutmachungskonzert“ für das desaströse 58er Berlin-Konzert im Berliner Sportpalast. Gemeinsam mit Little Richard gastierte er am ersten Juniwochenende auf der Berliner Waldbühne am Samstag vor 16.000 und am Sonntag vor 14.000 begeisterten Fans. Trotz weltweiter Dominanz der Beatles und der Rolling Stones füllte Bill Haley auch bei dieser Europatournee gemeinsam mit Manfred Mann Stadien und Konzerthallen. In England war der gerade in den Hitparaden vertretene Manfred Mann der Headliner der Tournee, was man aber nach den ersten Shows änderte, da Bill Haley wohl die größere Fangemeinde hatte.
1968 gelang Haley ein von keinem Musikexperten für möglich gehaltenes Comeback in Großbritannien mit Rock Around the Clock in den UK-Top-20 und in Deutschland. Seine Platten wurden von Decca und Sonet neu aufgelegt, jedoch sind auch auf vielen anderen Labels wie Logo, Newtown und United Artists neue Aufnahmen von Bill Haley und Neueinspielungen seiner großen Erfolge zu hören. Im Oktober 1969 folgte ein Auftritt im New Yorker Madison Square Garden bei Richard Nader's Rock ’n ’ Roll-Revival. Das Jahr 1972 brachte für Haley weitere Revival-Erfolge wie im April sein Auftritt im US-Film Let The Good Times Roll (deutscher Titel: Total verrockt und rollt). Im August 1972 folgte Haleys Abschied vor knapp 83.000 Zuschauern im Wembley-Stadion in London beim großen Rock ’n’ Roll-Revival, gemeinsam mit Little Richard, Chuck Berry, Jerry Lee Lewis und Bo Diddley. Im gleichen Jahr produzierte Haley eine LP im Countrysound mit dem Titel Rock Around the Country, auch erschienen unter Bill Haley and His Comets Travelin’ Band mit Songs wie Me and Bobby McGee und A Little Piece at a Time.
1974 tourte Haley ein letztes Mal mit seinem langjährigen Partner und engen Freund, dem Saxophonisten Rudy Pompilli, durch Australien und Neuseeland. Der Tod Pompillis im Februar 1976 stürzte Haley in tiefe Depressionen, von denen er sich in den letzten Jahren seines Lebens nicht mehr erholte. Der Produzent Kenny Denton holte Haley Mitte 1979 in die FAME Studios nach Alabama, und gemeinsam mit den Rockveteranen Steve Murray, Jim Lebak, Gerry Tilley, Pete Spencer, Ray Parson, Geoff Driscol und Pete Wingfield machte Haley Studioaufnahmen für seine letzte LP unter dem Sonet-Label Everyone Can Rock ’n’ Roll! Im November 1979 folgte der letzte große Höhepunkt in seiner Musikkarriere, sein Konzert vor Königin Elisabeth II. im Theater Royal, London, mit anschließendem Empfang und Ehrung.
Während seiner letzten Tournee 1980 in Südafrika gestand Haley einem engen Freund, dass er unter einem inoperablen Hirntumor leide. Von seiner schweren Krankheit schon gezeichnet, plante er dennoch für November 1980 eine weitere Konzerttournee durch Europa. Es kam aber nicht mehr dazu; am 9. Februar 1981 starb Bill Haley in seinem Haus in Harlingen, Texas. Ungeklärt ist bis heute der Verbleib seiner Urne; sie wurde wahrscheinlich der Familie oder Freunden übergeben. Ein Grab ist nicht bekannt. Sicher ist nur, dass Haley im Kreidler Ashcraft Funeral aufgebahrt und im Brownsville-Krematorium eingeäschert wurde.

## Begegnungen zwischen Haley und Presley

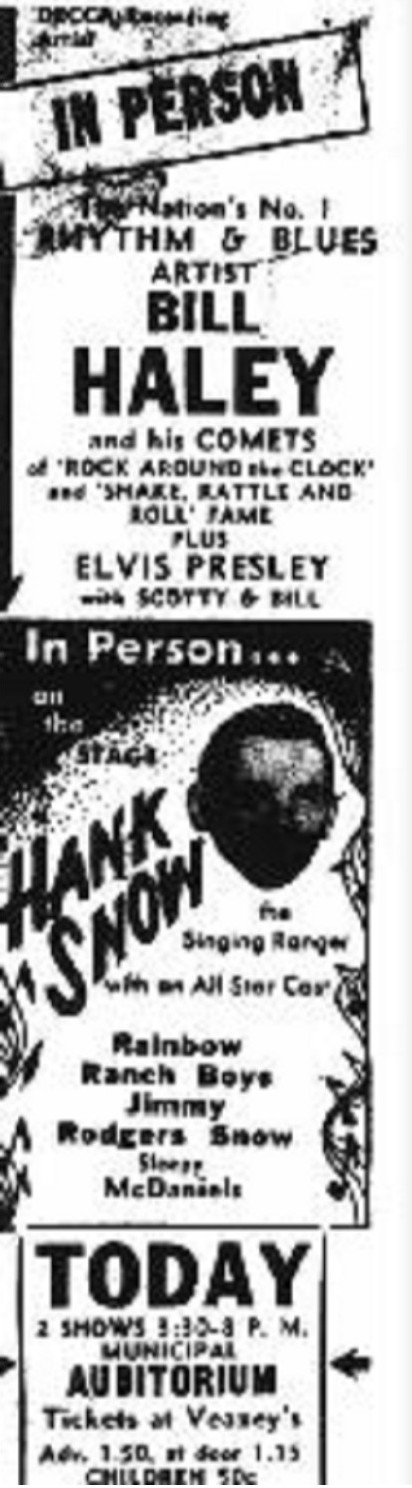
Ticket der Package-Tour mit Haley, Hank Snow und Elvis Presley

Im Herbst 1955 begegneten sich Elvis Presley und Bill Haley in Oklahoma City zum ersten Mal persönlich. Zu diesem Zeitpunkt tourte Bill Haley mit Hank Snow durch den Mittleren Westen. Haley war mit seiner Aufnahme Rock Around the Clock von Juni bis August 1955 für acht Wochen auf Platz 1 der nationalen Charts gewesen. Colonel Tom Parker, der spätere Manager Presleys, erreichte durch eine Vereinbarung mit Haleys Manager Jim Ferguson, dass der 20-jährige Presley, damals als Nachwuchsstar außerhalb der Südstaaten noch relativ unbekannt, sich dieser Tour anschließen konnte.
Parker, zu diesem Zeitpunkt bereits von Presleys großem Talent überzeugt, arbeitete daran, ihn im amerikanischen Musikgeschäft aufzubauen. In der dann folgenden gemeinsamen zweiwöchigen Tour kamen sich Haley und Presley auch persönlich näher. Haley, damals bereits seit zehn Jahren im Geschäft, empfahl Presley unter anderem, mehr rhythmische Stücke zu entwickeln und zu präsentieren. Laut einem Interview mit Ken Kerry sagte Bill Haley damals: „Elvis, du stützt Dich zu sehr auf Balladen, Du hast doch so ein natürliches Rhythmusgefühl, also bringe es rüber und auch auf die Bühne!“ Nach den Shows machten sie gemeinsame Ausflüge mit Haleys neuem Cadillac.
Im Oktober 1955 gab es ein Wiedersehen bei einem Auftritt in der Brooklyn High School in Cleveland, Ohio, diesmal in Bill Randles Liveshow; neben Haley und Presley waren auch Pat Boone und The Four Lads dabei. Bill Randle, damals nach Alan Freed der führende Vertreter der neuen Musikrichtung hatte die Idee, diese Show mit Haley und Presley für eine eigene Kampagne zu verfilmen. Unter dem Titel The Pied Piper of Cleveland: A Day in the Life of the Famous Disk Jockey entstand ein 15-minütiger Streifen mit Haley und Presley, der aber nach nur einer Ausstrahlung bei einem lokalen Fernsehsender unter ungeklärten Umständen verloren ging. Erhalten ist das Foto von Haley und Presley beim Händeschütteln, das später in Haleys Büro in Chester einen Ehrenplatz erhielt.
Im September 1956 übernahm Presley nach seinem berühmten Auftritt in der Ed Sullivan Show und der Veröffentlichung sieben neuer RCA-Singles endgültig das Zepter im Rock ’n’ Roll, obwohl Bill Haley aufgrund seiner Auftritte in den Columbiafilmen Rock Around the Clock und Don’t Knock the Rock noch bis zum Frühjahr 1957 die größten Plattenumsätze der jungen Rockgeschichte zu verzeichnen hatte. Weitere Begegnungen mit dem als GI der US-Armee in Deutschland stationierten Presley fanden während Haleys Deutschlandtournee 1958 in Frankfurt und in Mannheim statt.

## Bill Haley in den deutschen Printmedien
In der deutschen Nachkriegsgesellschaft tat sich Mitte der 1950er Jahre besonders die Presse bei der Verteidigung von Moral und Sitte und insbesondere bei der Abwehr „jugendgefährdender“ Musik hervor. Bereits die deutsche Illustrierte Film-Bühne, bebilderte Beilage eines jeden Films an deutschen Kinokassen, vermied 1956 bei der Vorstellung des ersten Rock-’n’-Roll-Films Außer Rand und Band in der gesamten textlichen Abhandlung über den Siegeszug Bill Haleys und seiner Musik krampfhaft den Gebrauch des Terminus „Rock ’n’ Roll“. Stattdessen war zu lesen: „... kein Wunder, denn die Kapelle spielte eine völlig neuartige schräge Musik, nämlich Boogie!“
Während in England im Februar 1957 bei Bill Haleys Ankunft in Southampton der Daily Mirror als Headline titelte „Fantabulous!“, Bill Haleys Aufstieg und Lebensgeschichte druckte und einen Sonderzug für die Fans von London nach Southampton charterte, klagte 20 Monate später, bei Haleys Deutschlandtournee, der Rheinische Merkur, dass Bill Haley, der „Komet der Triebentfesselung“, im Bistum Essen am Tag der Papstwahl „einen Generalangriff auf Geschmack, Anstand und Selbstachtung gewagt habe“. Die Ost-Berliner SED-Zeitung Neues Deutschland bezichtigte den „Rock ’n’ Roll-Gangster Haley“ nach seinem Berlin-Konzert, eine „Orgie der amerikanischen Unkultur angerichtet zu haben“.

## Bill Haley’s Original Comets
1987 vereinigten sich in Philadelphia die Comets Johnny Grande und Franny Beecher mit den Gründungsmitgliedern der aus den Comets 1955 hervorgegangenen neuen Band The Jodimars, Joey D’Ambrosio, Dick Richards und Marshall Lytle, zu Bill Haley’s Original Comets. Seit 1990 werden sie durch den Engländer Jacko Buddin verstärkt. Bis 2012 tourten die Comets um die Welt, traten in zahlreichen Fernsehshows auf und brachten mehrere neue CDs im typischen Bill-Haley-&-Comets-Sound heraus.
Den Namen Comets sowie den Anspruch, die einzigen echten Comets zu sein, beanspruchen allerdings diverse Bands ehemaliger Mitglieder bzw. deren Nachfolger. Zum einen Bill Haley’s Comets, die bis zu seinem Tod 2007 vom ehemaligen Schlagzeuger der Comets, John Lane geleitet wurde. Der ehemalige Bassist Al Rappa beansprucht den gleichen Titel für seine Band. Bill Haleys Sohn tourt unter dem Namen Bill Haley Jr. and the Comets. Als Bill Haley’s New Comets gibt es zudem noch eine Band, die völlig ohne ehemalige Mitglieder auskommt, aber bei ihren Auftritten oft von Haleys Tochter Gina oder anderen ehemaligen Comets-Mitgliedern begleitet wird.

## Diskografie
Studioalben

| Jahr | Titel                    | Höchstplatzierung, Gesamtwochen/‑monate, AuszeichnungChartplatzierungen (Jahr, Titel, Platzierungen, Wochen/Monate, Auszeichnungen, Anmerkungen) | Höchstplatzierung, Gesamtwochen/‑monate, AuszeichnungChartplatzierungen (Jahr, Titel, Platzierungen, Wochen/Monate, Auszeichnungen, Anmerkungen) | Höchstplatzierung, Gesamtwochen/‑monate, AuszeichnungChartplatzierungen (Jahr, Titel, Platzierungen, Wochen/Monate, Auszeichnungen, Anmerkungen) | Höchstplatzierung, Gesamtwochen/‑monate, AuszeichnungChartplatzierungen (Jahr, Titel, Platzierungen, Wochen/Monate, Auszeichnungen, Anmerkungen) | Höchstplatzierung, Gesamtwochen/‑monate, AuszeichnungChartplatzierungen (Jahr, Titel, Platzierungen, Wochen/Monate, Auszeichnungen, Anmerkungen) | Anmerkungen                   |
| Jahr | Titel                    | DE | AT | CH | UK | US | Anmerkungen                   |
| ---- | ------------------------ | --- | --- | --- | --- | --- | ----------------------------- |
| 1955 | Shake, Rattle and Roll   | — | — | — | — | US5 (34 Wo.)US |                               |
| 1956 | Rock Around the Clock    | DE3 (6 Mt.)DE | — | — | UK2 (23 Wo.)UK | US12 (5 Wo.)US | Charteinstieg in DE erst 1968 |
| 1956 | Rock n’ Roll Stage Shows | — | — | — | UK1 (8 Wo.)UK | — |                               |
| 1957 | Rock the Joint           | — | — | — | UK4 (1 Wo.)UK | — |                               |

grau schraffiert: keine Chartdaten aus diesem Jahr verfügbar

## Ehrungen und Auszeichnungen
- 1953 Haley’s Comets – One of the Best Small Instrumental Groups USA Cash Box Magazin
- 1955 Beste Band laut den Lesern der Musikzeitungen Downbeat und Record Whirl.
- 1960 erhielt Bill Haley einen Stern auf dem Hollywood Walk of Fame.[10]
- 1974 Olivia Newton-John überreicht Bill Haley einen Preis für die 6. erfolgreiche Wiederveröffentlichung von Rock Around The Clock.
- 1979 wurde Bill Haley von Königin Elisabeth II. anlässlich einer Royal Command Performance in London geehrt
- 1987 wurde Bill Haley in die Rock and Roll Hall of Fame aufgenommen
- Aufnahme in die Rockabilly Hall of Fame
- 2006 wurde der Asteroid „(79896) Billhaley“ nach ihm benannt
- 2012 wurden die Original 1950s Comets in die Rock and Roll Hall of Fame aufgenommen